# Resurrection (album de Possessed)
Pour les articles homonymes, voir Résurrection (homonymie).
Albums de Possessed
Victims of Death
(1992) Agony in Paradise
(2004)
Resurrection est une démo du groupe de Death metal américain Possessed. L'album est sorti en 2003 sous le label Agonia Records.
Cette démo est composée de titres provenant de leur premier album studio, Seven Churches, plus un titre du nouveau groupe de Jeff Becerra, Side Effect.
Le tirage de cette démo a été limité à 500 exemplaires et est sorti en format vinyle.

## Liste des morceaux
1. Death Metal
2. Evil Warriors
3. Burning in Hell
4. Twisted Minds
5. Fallen Angel
6. Pentagram
7. Swing of the Axe
8. Hemorrhage (titre du groupe Side Effect)